# أوين داغاما
أوين داغاما (بالإنجليزية: Owen Da Gama)‏ (18 أغسطس 1961 في جنوب أفريقيا - ) هو مدرب كرة قدم ولاعب كرة قدم جنوب أفريقي في مركز الهجوم. لعب مع بيرتشوت وديري سيتي وموروكا سوالوز وDynamos F.C. (South Africa) ‏ وArcadia Shepherds F.C. ‏.

## وصلات خارجية
- أوين داغاما على موقع قاعدة بيانات كرة القدم.إي يو (الإنجليزية)
- أوين داغاما على موقع عالم كرة القدم.نت (الإنجليزية)
- أوين داغاما على موقع أوليمبيديا (الإنجليزية)